# Guy Cury
Guy Cury, né le 21 mars 1930 à Saint-Marcellin et mort le 16 mars 2018 à Saint-Paul-Trois-Châteaux,, est un athlète français, spécialiste du 400 mètres haies. 

## Biographie
Il remporte trois titres de champion de France du 400 m haies en 1953, 1955 et 1956.
Il remporte la médaille d'or des Jeux méditerranéens de 1955.
Il participe aux Jeux olympiques de 1956 à Melbourne où il atteint les demi-finales du 400 m haies. Lors de ces Jeux, il égale le record de France de Jean-Claude Arifon de 51 s 6, puis améliore ce record avec 51 s 5.
Il a joué un match en équipe professionnelle de football au poste d'attaquant le 12 février 1950 avec l'Association sportive de Saint-Étienne. 

### Palmarès
- Championnats de France d'athlétisme :
  - vainqueur du 400 m haies en 1953, 1955 et 1956

### Records
| Épreuve     | Performance | Lieu | Date |
| ----------- | ----------- | ---- | ---- |
| 400 m haies | 51 s 66     |      | 1956 |